# Izbori za Carevinsko vijeće 1901.
Izbori za Carevinsko vijeće održali su se 1901. godine. Mandat im je potrajao do 1907. godine.

## Kraljevina Dalmacija
Kraljevina Dalmacija dala je 11 zastupnika:
- Narodna hrvatska stranka: 6 zastupnika
- Stranka prava: 3 zastupnika
- Srpska stranka: 2 zastupnika